# Rage de Rocky Mountain
Le Rage de Rocky Mountain est une franchise professionnelle de hockey sur glace en Amérique du Nord qui évolue dans la Ligue centrale de hockey. L'équipe est basée à Broomfield dans le Colorado.

## Historique
La franchise a été créée en 2006 et est engagée dans la Ligue centrale de hockey. Au terme de la saison 2008-09, l'équipe cesse ses activités.

### Saisons en LCH
Note: PJ : parties jouées, V : victoires, D : défaites, N : matchs nuls, DP : défaite en prolongation, DF: Défaite en fusillade, Pts : Points, BP : buts pour, BC : buts contre, Pun : minutes de pénalité
| Saison  | PJ | V  | D  | N | DP | DF | Pts | Classement                    | Séries éliminatoires |
| ------- | -- | -- | -- | - | -- | -- | --- | ----------------------------- | -------------------- |
| 2006-07 | 64 | 17 | 40 | - | 7  | 0  | 41  | 4e place, division nord-ouest | Ne participe pas     |
| 2007-08 | 64 | 36 | 22 | - | 5  | 1  | 78  | 2e place, division nord-ouest | Ne participe pas     |
| 2008-09 | 64 | 32 | 26 | - | 3  | 3  | 70  | 2e place, division nord-ouest | Défaite en 1re ronde |